# Timpton
De Timpton (Russisch: Тимптон) is een 644-kilometer lange rechterzijrivier van de Aldan, gelegen in de Russische autonome republiek Jakoetië, in Oost-Siberië.
De Timpton ontspringt op de noordelijke uitlopers van het Stanovojgebergte in het zuidoosten van Jakoetië en doorstroomt het Hoogland van Aldan in noordoostelijke richting (een van de hoofdrivieren op het plateau) om vervolgens in de Aldan te stromen. In de bovenloop stroomt de Timpton door een brede moerassige vallei en in de middenloop vormt het een typische bergrivier, die over een loop van 300 kilometer door een kloofdal stroomt. In de benedenloop is de rivier bevaarbaar. Het gemiddelde jaarlijkse debiet bij de monding in de Aldan bij het dorpje Oest-Timpton bedraagt 532,15 m3/s met een absoluut minimum van 0,77 m3/s in februari en een absoluut maximum van 3390 m3/s in juni.
In het stroomgebied van de Timpton bevinden zich ongeveer 6700 rivieren en stroompjes. De belangrijkste zijrivieren zijn de Nelgjoeoe (164 km). Sejmdzje (142 km) en de Dzjeltoelach (152 km) aan rechterzijde en de Iejengra (148 km), Tsjoelman (166 km), Chatymy (218 km) en Bolsjoj Yllymach (150 km) aan linkerzijde. In het stroomgebied van de rivier bevinden zich ongeveer 1300 meren. De rivier wordt vooral gevoed door sneeuw en regen en is bevroren van midden oktober tot de eerste helft van mei, waarbij ze gedurende een aantal maanden tot de bodem bevroren is.
In het stroomgebied liggen de stedelijke plaats Tsjoelman en de stad Nerjoengri.
Er zijn onderzoeken geweest naar de bouw van een stuwdam in de Timpton voor de bouw van een waterkrachtcentrale met een vermogen van 1300 MW, waarmee de Oost-Siberië - Grote Oceaanpijpleiding en de Amoer-Jakoetsk spoorlijn van stroom kunnen worden voorzien.